# Urophora claripennis
Urophora claripennis
 es una especie de insecto díptero. Foote lo describió científicamente por primera vez en el año 1987.
Esta especie pertenece al género Urophora de la familia Tephritidae.